# Pteronemobius maculosus
Pteronemobius maculosus is een rechtvleugelig insect uit de familie krekels (Gryllidae). De wetenschappelijke naam van deze soort is voor het eerst geldig gepubliceerd in 1899 door Saussure.